# Aeródromo de La Perdiz
El Aeródromo de La Perdiz, (OACI: LEIZ) es un aeródromo privado español situado en el municipio de Torre de Juan Abad (Ciudad Real). El aeródromo es gestionado por la sociedad Navalaumbría.
El aeródromo tiene una pista de aterrizaje de asfalto, de 1530x23m.